# Micwa
Micwa (hebr. מצוה „przykazanie”, „dobry uczynek”, l.mn. micwot; jid. micwe, l.mn. micwes) – w judaizmie termin używany na określenie przykazań religijnych i odnoszący się do sześciuset trzynastu nakazów i zakazów halachy, żydowskiego prawa religijnego opartego na zaleceniach Tory, których wypełnianie obowiązuje każdego dorosłego żyda (mężczyznę), które należy wykonywać w określonym czasie. Na 613 przykazań składa się 365 zakazów (hebr. micwot lo-taase lub law) oraz 248 nakazów (hebr. micwot ase). Liczby te są rozumiane jako symboliczne: 365 to liczba dni roku słonecznego, a 248 odpowiada (według tradycji) liczbie kości w ludzkim ciele.

## Zbiór micw
Do zestawu 613 przykazań dołączana jest duża ilość micw rabinicznych (hebr. micwot de-rabanan), których część ma moc zbliżoną do micw biblijnych, pochodzących z Bożej woli (micwot de-orajta), przed spełnieniem których wygłasza się błogosławieństwo, chwalące Boga za uświęcenie człowieka tymi przykazaniami i za nakaz ich spełniania. Zalicza się do nich: zapalenie świec w święta cyklu rocznego i szabat, recytację hallelu, przygotowywanie ejruwu, mycie rąk przed posiłkiem, czytanie Zwoju Estery w święto Purim czy zapalanie świateł podczas Chanuki. Nieprzestrzeganie micwy stanowi wykroczenie (awera), ale nie wszystkie micwy mają taką samą wagę: dokonanie obrzezania jest bezpośrednią odpowiedzią na Boże polecenie, ale nakaz publicznego noszenia kipy już nie. Rabin Juda ha-Nasi (II/III w.) zalecał jednak współwyznawcom: „Traktuj tak samo uważnie mniej znaczące przykazanie, jak i bardzo znaczące, albowiem nie wiesz, jaka będzie nagroda za dobre uczynki” (Pirkej Awot 2,1).

## Obowiązywanie przykazań według płci
Poza micwami dotyczącymi wszystkich wyznawców bez względu na płeć (np. prawa dotyczące koszerności, zakaz bałwochwalstwa, czy nakaz przestrzegania szabatu), na kobietach zasadniczo nie spoczywają obowiązki spełniania przykazań w określonym czasie – poza micwami przeznaczonymi wyłącznie dla nich, np. związanych z nieczystością menstruacyjną (nidda). 
Wyłączenie kobiet z obowiązków wynikających z niektórych przykazań nie wynika bezpośrednio z Tory. Prawdopodobnie wynika ze społecznej roli kobiety jako żony i matki. Miszna nie precyzuje przyczyn wyłączenia kobiet z obowiązku przestrzegania części micwot, ale zawiera zapis: „Wszystkie pozytywne przykazania, które są określone w czasie, mężczyźni są zobowiązani wypełniać, a kobiety nie” (Kiduszin 1:7). Tak więc w judaizmie kobiety są zobowiązane do przestrzegania trzech rodzajów przykazań: 
- wszystkich przykazań negatywnych (micwot lo-taase) określonych w czasie,
- wszystkich przykazań negatywnych nieokreślonych w czasie,
- przykazań pozytywnych (micwot ase) nieokreślonych w czasie.

Tym samym Halacha zasadniczo zwalnia kobiety z wypełniania przykazań pozytywnych  związanych z czasem.
Odpowiedzialność za spełnianie micw dotyczy mężczyzn (a kobiet w obejmującym je zakresie) po osiągnięciu odpowiedniego wieku. Organizowane są wówczas obrządki bar micwy (hebr. ‏בר מצוה „syn przykazania”) i bat micwy (hebr. ‏בת מצווה „córka przykazania”).

## Micwa jako dobry uczynek
Micwą bywa też nazywany każdy dobry uczynek, ale także akt szczególnej pobożności lub dobroczynności, bowiem takie czyny wyrażają wolę Bożą.